# 乌兰哈拉嘎苏木
乌兰哈拉嘎苏木是中华人民共和国内蒙古自治区锡林郭勒盟西乌珠穆沁旗下辖的一个苏木。
2012年1月20日，内蒙古自治区人民政府批复同意分别从巴拉嘎尔高勒镇、巴彦胡舒苏木划出部分区域，设置乌兰哈拉嘎苏木，辖萨如拉图雅、巴彦敖包图、伊拉勒特、新高勒、巴棋、巴其宝拉格、达布希勒图、巴彦柴达木、巴彦淖尔、阿日胡舒、额仁淖尔、额日和图敖包、达布斯图13个嘎查。

## 行政区划
乌兰哈拉嘎苏木下辖以下村级行政区划单位：
巴棋嘎查、巴其宝拉格嘎查、达布希勒图嘎查、巴彦柴达木嘎查、伊拉勒特嘎查、巴彦敖包图嘎查、萨如拉图雅嘎查、新高勒嘎查、巴彦淖尔嘎查、阿日胡舒嘎查、额仁淖尔嘎查、额日和图敖包嘎查和达布斯图嘎查。